# Mario Saldívar
Mario Saldívar (n. Lambaré, Paraguay, 12 de septiembre de 1990) es un futbolista paraguayo. Juega de lateral derecho y su club actual es el Club River Plate de la Primera División de Paraguay.

## Trayectoria
Se inició en las inferiores de Independiente. Jugó casi todos los partidos que se presentaban. Luego de buenas actuaciones como lateral, un grupo de empresarios brasileños vinieron para ordenar una inspección médica con la intención de ficharlo y finalmente terminó en el Figueirense F.C. En el equipo brasileño tuvo como compañero a su compatriota Wilson Pittoni. En el 2013 es fichado por el Sportivo Luqueño para disputar el Torneo Apertura de Paraguay.

## Selección nacional
Fue convocado por Francisco Arce, para realizar una práctica con la selección en el Centro de Alto Rendimiento de Ypané. Hasta el momento, no tuvo oportunidades.

## Clubes
| Club                   | País     | Año               |
| ---------------------- | -------- | ----------------- |
| Independiente C.G.     | Paraguay | 2011              |
| Figueirense            | Brasil   | 2012              |
| Sportivo Luqueño       | Paraguay | 2013 - 2012       |
| Libertad               | Paraguay | 2015              |
| Tombense Futebol Clube | Brasil   | 2016 - 2017       |
| Independiente C.G.     | Paraguay | 2017 - 2018       |
| Santaní                | Paraguay | 2018              |
| Club Guaraní           | Paraguay | 2019              |
| River Plate            | Paraguay | 2019 - 2022       |
| Pastoreo FC            | Paraguay | 2022 - 2023       |
| Club 24 de Setiembre   | Paraguay | 2023 - Actualidad |

### Participaciones en Copas Nacionales
| Copa               | País     | Resultado | Partidos | Goles |
| ------------------ | -------- | --------- | -------- | ----- |
| Copa Paraguay 2018 | Paraguay | Campeón   | 1        | 0     |

## Palmarés

### Campeonato Nacionales
| Título        | Club    | País     | Año  |
| ------------- | ------- | -------- | ---- |
| Copa Paraguay | Guaraní | Paraguay | 2018 |